# Deoband
Deoband (hindi देवबन्द) – miasto w północnych Indiach w stanie Uttar Pradesh, na Nizinie Hindustańskiej.
Populacja miasta w 2001 roku wynosiła 161 706 mieszkańców.